# 스크린 리더
스크린 리더(영어: screen reader)는 컴퓨터의 화면 낭독 소프트웨어이다. 스크린리더 기술은 Jaws와 같은 PC형 스크린리더와 보이스몬 보관됨 2014-12-23 - 웨이백 머신, 웹톡스와 같은 웹스크린리더 방식의 두가지가 있으며, PC형 스크린리더는 전맹시각장애인이 주로 사용하며, 웹스크린리더는 저시력시각장애인과 난독증과 같은 학습장애, 인지장애인과 노인, 다문화가족 등의 웹접근성을 지원하기 위해 사용된다. 최근 애플사의 아이폰에 적용된 보이스오버와 같은 스마트기기에 내장된 모바일 스크린리더도 다수 활용되고 있다.

## 같이 보기
- 음성 처리
- 음성 인식
- 음성 합성
- 보이스오버 (소프트웨어)